# Sophia Griebel
Sophia Griebel (* 7. Juni 1990 in Suhl) ist eine deutsche Skeletonpilotin.

## Werdegang
Sophia Griebel aus Erlau begann 2005 mit dem Skeletonsport und startet für den RT Suhl. Dem deutschen Nationalkader gehört sie seit 2007 an. Zu Beginn des Jahres 2006 startete sie erstmals bei deutschen Meisterschaften und wurde in Winterberg 20. Bei den Juniorenmeisterschaften wurde sie Neunte. 2008 erreichte Griebel bei den deutschen Meisterschaften in Altenberg schon den neunten Platz. Anschließend gab sie ihr Debüt im Skeleton-Europacup. In St. Moritz belegte sie in ihrem ersten Rennen den zehnten Platz. Top-Ten-Platzierungen sollten seitdem die Normalität für Griebel werden. Ein erstes Resultat auf dem Podium erreichte sie als Zweite bei zwei Rennen beim Europacup in Altenberg im Dezember 2008. Im Januar 2009 verpasste sie bei den Junioren-Weltmeisterschaften am Königssee als Viertplatzierte eine Medaille nur knapp und gewann kurz darauf in St. Moritz erstmals ein Europacup-Rennen. Sie erreichte in fünf von acht Rennen Podestplätze und wurde insgesamt hinter Sarah Sartor und Jelena Judina Dritte. Bei der Deutschen Meisterschaft konnte sie sich 2009 auf den siebten Rang verbessern.
Die Folgesaison im Europacup begann für Griebel überragend. Die ersten drei Rennen der Saison in Königssee und Altenberg konnte sie gewinnen und bei zwei der nächsten drei Rennen Zweite werden. Das reichte für den Gesamtsieg in dieser Saison vor Michelle Bartleman und Micaela Widmer. Bei der Deutschen Meisterschaft 2010 gewann sie die Bronzemedaille. Die nächste Saison bestritt sie im America’s Cup und konnte direkt die ersten beiden Rennen in Park City gewinnen. Danach trat sie im Skeleton-Intercontinentalcup 2010/11 an. Auch hier gewann sie die beiden ersten Rennen in Winterberg und Altenberg. In den übrigen sechs Saisonrennen wurde sie Zweite und gewann die Rennserie mit großem Abstand vor der früheren Weltmeisterin Michelle Kelly. Bei der Junioren-WM 2011 wurde sie Fünfte; bei der Deutschen Meisterschaft gewann sie erneut Bronze. Abschluss der Saison wurde das letzte Rennen im America’s Cup in Lake Placid, bei dem sie sich nur Lanette Prediger geschlagen geben musste. Damit wurde sie in der Rennserie bei nur drei von acht möglichen Teilnahmen Dritte der Gesamtwertung hinter Prediger und Jaclyn LaBerge. In der FIBT-Wertung wurde sie als beste Athletin, die nicht im Weltcup starten konnte, 15. Im Winter 2011/12 startete Griebel erneut im Intercontinentalcup und erreichte insgesamt fünf Podestplätze, womit sie in der Gesamtwertung Dritte wurde. Bei den Deutschen Meisterschaften wurde sie Zweite hinter Jacqueline Lölling. Zudem bestritt sie vier Rennen im Europacup und fuhr dabei dreimal auf das Podium. Bei der Junioren-WM 2012 verpasste sie als Vierte knapp eine Medaille.
Auch 2012/13 war Sophia Griebel zunächst im Intercontinentalcup aktiv. Sie fuhr in drei der ersten vier Saisonrennen auf das Podest und gewann anschließend bei der Junioren-WM hinter Jelena Nikitina die Silbermedaille. Griebel gab daraufhin am 4. Januar 2013 auf der Rennschlitten- und Bobbahn in Altenberg ihr Debüt im Weltcup, wo sie als Neunte auf Anhieb unter die besten zehn fuhr. In der Folgesaison kehrte sie zunächst in den Intercontinentalcup zurück. Sie fuhr in den ersten vier Rennen zweimal auf den zweiten Platz und siegte ebenfalls zweimal, woraufhin sie erneut im Weltcup startete. Sie platzierte sich in den restlichen Saisonrennen zwischen den Rängen 5 und 15 und gewann bei der Europameisterschaft 2014 zeitgleich mit Anja Huber Bronze. Sophia Griebel vertrat den BSD bei den Olympischen Spielen 2014 von Sotschi, wo sie Zehnte wurde. Für die Saison 2014/15 qualifizierte sie sich direkt für den Weltcup, wo sie drei vierte Plätze und sonst Ränge zwischen 7 und 13 belegte; in der Gesamtwertung wurde sie damit Sechste. Bei den Deutschen Meisterschaften 2015 gewann Griebel Bronze hinter Jacqueline Lölling und Tina Hermann. Die Skeleton-Weltmeisterschaft 2015 in Winterberg beendete sie auf dem 12. Platz.
Nachdem sie zwischenzeitlich nicht mehr dem Weltcup-Kader angehörte, wurde sie für die Bob-Weltmeisterschaft 2019 im kanadischen Whistler nominiert. Hier gewann sie Gold im Teamwettbewerb und sorgte mit Bronze hinter ihren Mannschaftskameradinnen Tina Hermann und Jacqueline Lölling für einen deutschen Dreifacherfolg im Einzelwettbewerb.
Sophia Griebel lebt in Oberhof und ist seit 2014 bei der Bundespolizei. 2022 absolvierte Sophia Griebel den Aufstieg zum gehobenen Dienst bei der Bundespolizei. Griebel ist seit 2024 Polizeioberkommissarin.